# Acronyctodes thinballa
Acronyctodes thinballa är en fjärilsart som beskrevs av Dyar 1916. Acronyctodes thinballa ingår i släktet Acronyctodes och familjen mätare. Inga underarter finns listade i Catalogue of Life.